# Đội tuyển bóng chuyền nữ quốc gia Serbia
Đội tuyển bóng chuyền nữ quốc gia Serbia là đội bóng đại diện cho Serbia tại các cuộc thi tranh giải và trận đấu giao hữu bóng chuyền nữ ở phạm vi quốc tế.
Liên đoàn bóng chuyền thế giới FIVB xem Đội tuyển bóng chuyền nữ quốc gia Serbia là đội bóng kế thừa thành tích của CHLB XHCN Nam Tư (1948 - 1992) và Serbia & Montenegro (1992 - 2006). Tính đến năm 2022, Đội tuyển bóng chuyền nữ quốc gia Serbia được Uỷ ban Olympic Serbia bầu chọn là Đội tuyển nữ của năm 12 lần.
Serbia giành được huy chương bạc tại Thế vận hội Mùa hè 2016 tại Brazil và huy chương đồng tại Thế vận hội Mùa hè 2020 tại Tokyo, Nhật Bản. Năm 2018, Đội tuyển Serbia đánh bại Ý trong trận chung kết Giải bóng chuyền nữ Vô địch thế giới FIVB và giành được huy chương vàng đầu tiên ở cấp độ thế giới. Serbia có lần thứ 2 vô địch thế giới sau chiến thắng 3-0 trước Brazil năm 2022.